# Setodes paghbahani
Setodes paghbahani är en nattsländeart som beskrevs av Wolfram Mey 1995. Setodes paghbahani ingår i släktet Setodes och familjen långhornssländor. Inga underarter finns listade i Catalogue of Life.